# خوان روكي
خوان روكي (بالإنجليزية: Juan Roque)‏ هو لاعب كرة قدم أمريكية أمريكي، ولد في 6 فبراير 1974 في سان دييغو في الولايات المتحدة.

## وصلات خارجية
- خوان روكي على موقع مرجع كرة القدم المحترفة.كوم (الإنجليزية)